# حرا

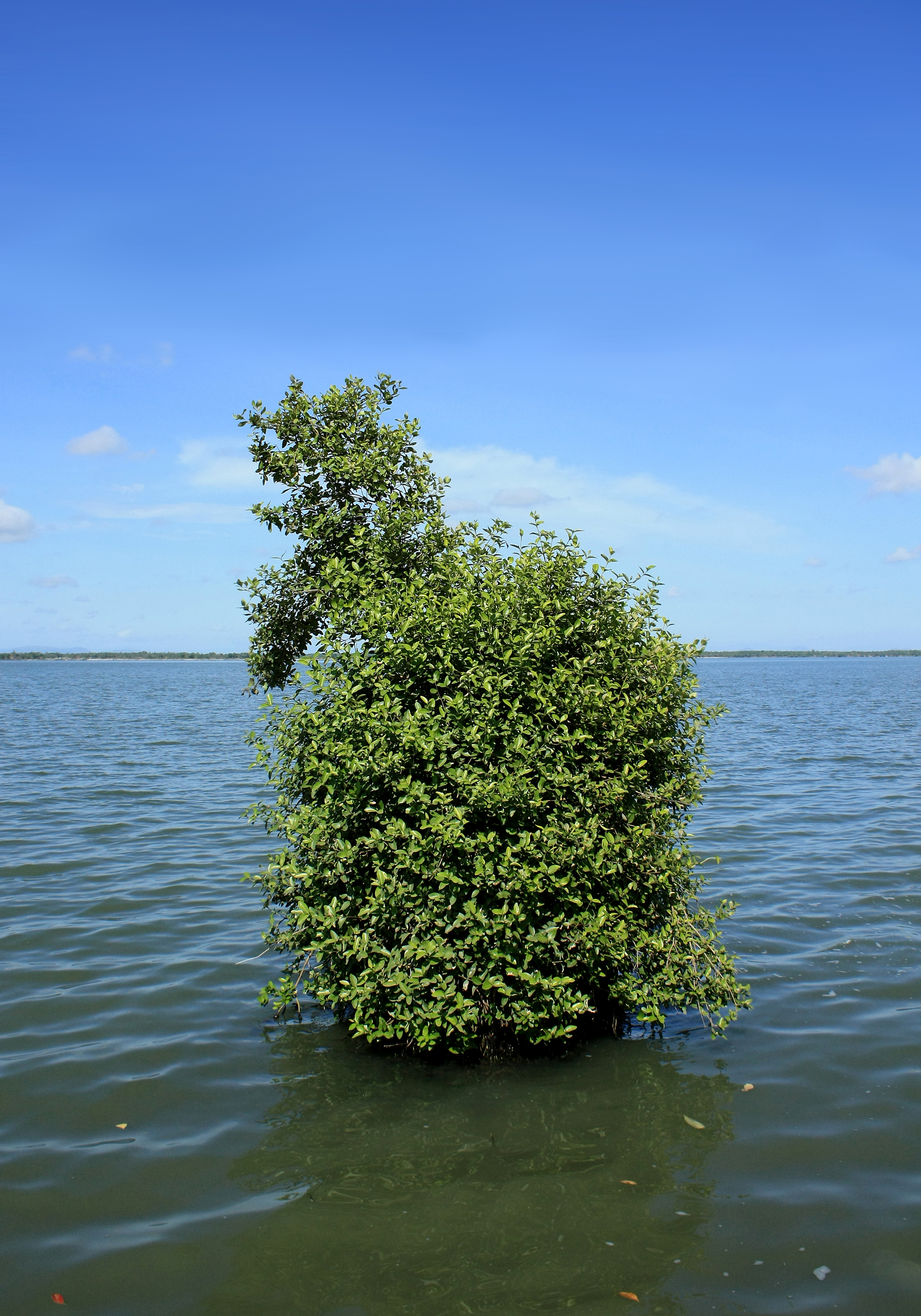
درخت حرا در ساحل سریلانکا

درخت حَرّا (نام علمی: Avicennia marina) که همچنان حرّای خاکستری یا حرّای سفید نیز نامیده می‌شود، درختی از جامعه گیاهی مانگرو است که در خانواده گیاهی پاخرسیان طبقه‌بندی شده است. این گیاه پیشتر در تیرهٔ شاه‌پسندیان یا سینائیان طبقه‌بندی می‌شد. مانند دیگر مانگروها، درخت حرّا نیز در پهنه‌های جزرومدی نواحی مصب رودخانه‌ها پدید می‌آید.
کلمه مانگرو اسم مرکبی است معرف اکوسیستم خاص در مناطق استوایی، حاصل از تجمع بسیار ویژه‌ای از گیاهان و جانوران در سواحل پست، برکه‌ها و سواحل دریاها و در عین حال نشانگر و معرف درختان و درختچه‌های این گونه اکوسیستم‌ها نیز می‌باشد. این گیاهان در گروه گیاهان شوره‌زی قرار دارند.
دانه حرّا روی درخت مادر می‌روید و نهال تولید می‌کند. سپس از درخت جدا می‌شود و داخل مرداب می‌افتد. جنگل حرا بر دریا و آب شور قرار دارد و این سازش با آب شور و شرایط نامناسب، از حرا یک گیاه استثنایی ساخته است. گیاهان حرا برگ‌هایی با ظاهر بیضی شکل و قاعده‌ای باریک (دوکی‌شکل رویه سبز و براق دارند و پشت برگ‌ها نیز سفید یا خاکستری رنگ است. طول این برگ‌ها حدود ۵ تا ۵/۷ سانتی‌متر است. میوه حرا، بادامی‌شکل است و به یک خامه باریک منتهی می‌شود. ریشه‌های زانویی، شکل منظمی ندارند، اما گل حرا که از فرط کوچکی ناپیدا و نامحسوس است، گلی به رنگ طلایی با ۴ گلبرگ، که هر گلبرگ بیشتر از چند میلی‌متر طول ندارد با عطری شیرین و خنک، که تا شعاع چند متری پیرامون آن پراکنده می‌شود.
حرّا نام درختی است در اندازه‌های ۳ تا ۶ متر با شاخ و برگ‌های سبز و روشن که در آب‌های شور زندگی می‌کند و نام علمی اش (Avicennia Marina) منسوب است به ابن سینا دانشمند ایرانی جنگل حرا بر دریا و آب شور قرار دارد و این سازش با آب شور و شرایط نامناسب، از حرا یک گیاه استثنایی ساخته است.

## فواید

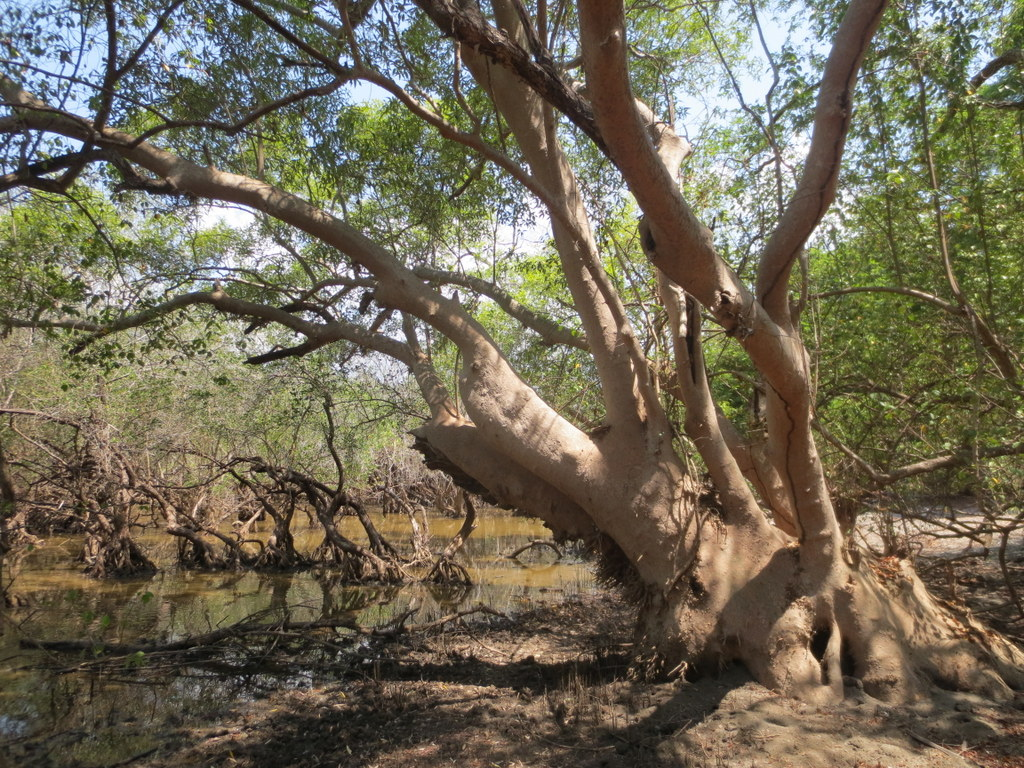
یک درخت بزرگ در تیمور شرقی

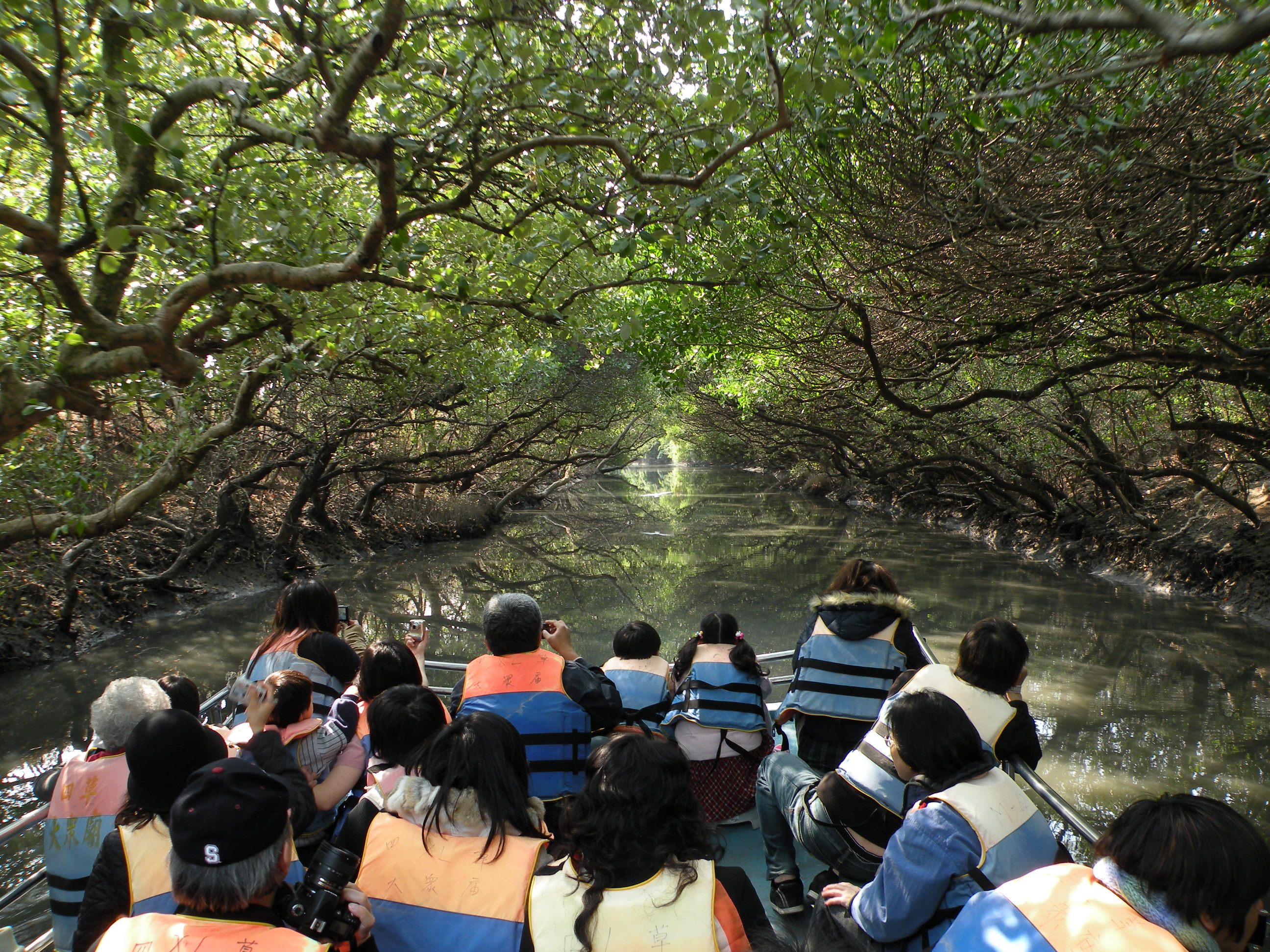
دالان سبزی از درختان حرا در تایوان

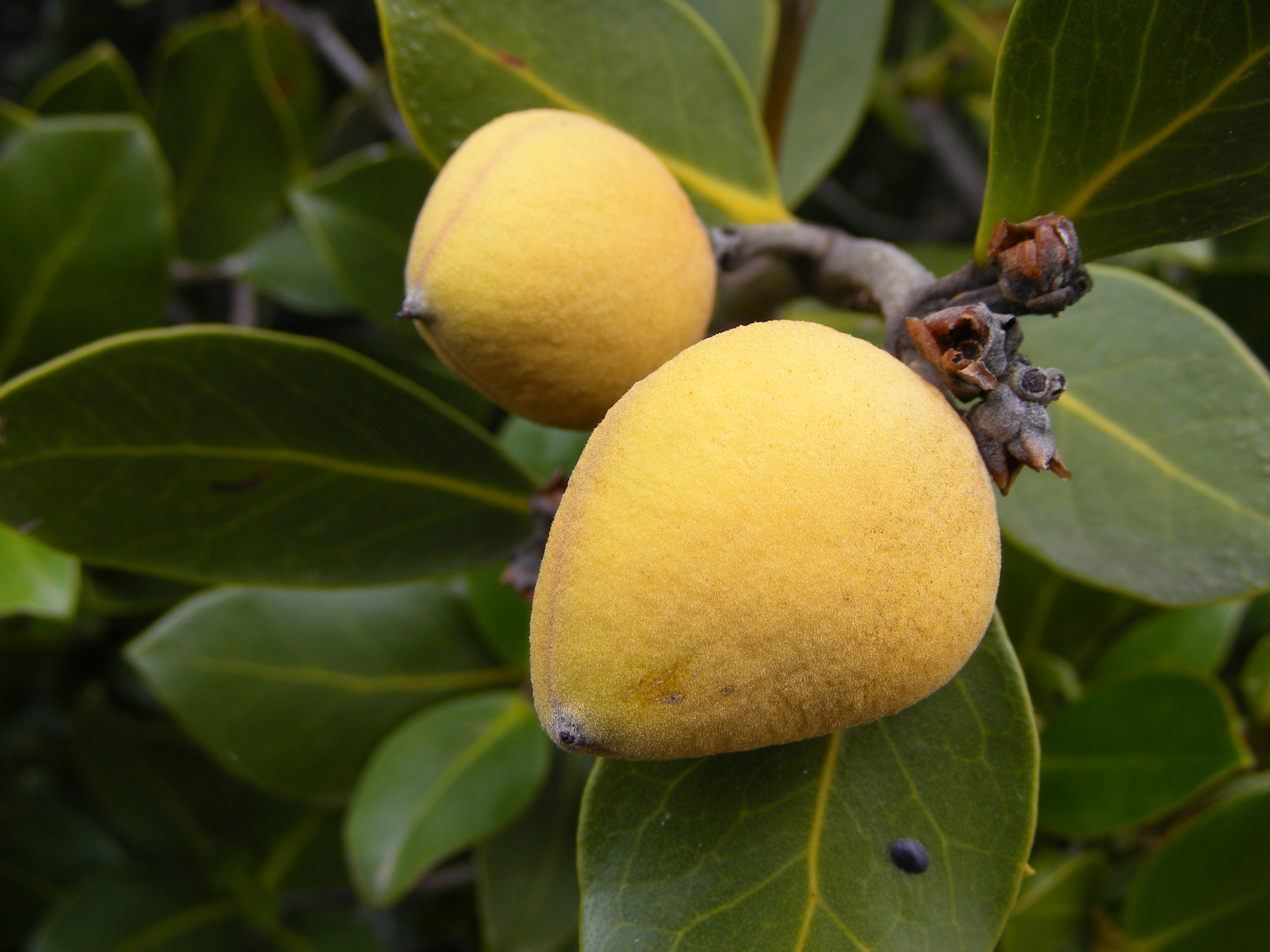
میوه درخت حرا

گیاه حرا که گاه به عنوان علوفه خشک برای خوراک چهارپایان استفاده می‌شود، فواید شگفت‌انگیزی دارد. بافت ساقه، تنه و ریشه این درخت به گونه‌ای است که آب شور دریا را تصفیه و مواد مورد نیاز آن را جذب و بقیه مواد را دفع می‌کند. پوست حرا بر باسیل هانزن که موجب جذام می‌شود، مؤثر است. شیره درون آوندهای آن بر بیماری خشکی که بیماری پوستی (شایع در منطقه هرمزگان) تأثیری قابل توجه دارد. در صنعت از تانن موجود در حرا، برای تولید جوهر مازو استفاده می‌شود. چسب تخته و خمیر چوب از دیگر مصارف صنعتی آن است.

## پراکنش و رویشگاه‌ها

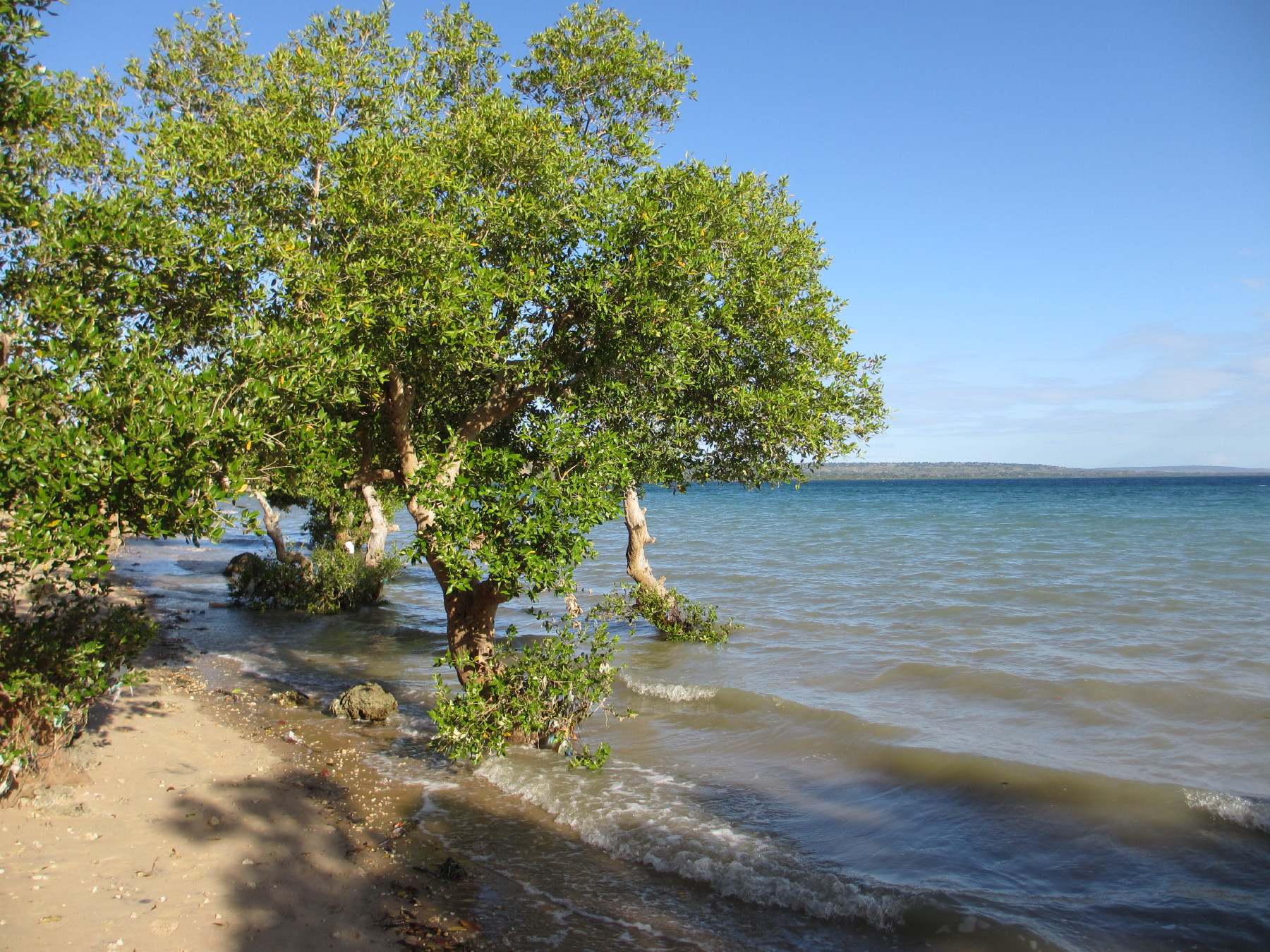
درخت حرا

حرا در امتداد ساحل شرقی آفریقا، غرب آسیا، جنوب و جنوب شرقی آسیا، استرالیا، و بخش‌های شمالی نیوزیلند یافت می‌شود. حرّا یکی از معدود جنگل‌های مانگرو است که در مناطق خشک ساحلی شبه‌جزیره عربستان، عمدتاً در محیط‌هاس شورستان در امارات متحده عربی، قطر، بحرین، عمان، و نیز در محیط‌های مشابه در دریای سرخ (در یمن، عربستان سعودی، مصر، اریتره، و سودان)، و قطر و جنوب ذخیره‌گاه زیست‌کره حرا در امتداد ساحل خلیج فارس نیز یافت می‌شود. درخت حرّا از گونه‌های مشخص بوم‌ناحیه مانگروهای آفریقای جنوبی است، و یکی از سه گونه موجود در جنوبی‌ترین جنگل‌های مانگروی آفریقا، در مصب رود ناهون در آفریقای جنوبی در مدار ۳۲ درجه جنوبی است. گونه حرا همچنین در سومالی نیز دیده می‌شود.

### در ایران
در جنگل‌های مانگرو ایران، حرّا گونه غالب است و در همه مناطق استقرار جنگل‌های مانگروی ایران دیده می‌شود. گونه چندل فقط در خورهای سیریک و جاسک تشکیل جامعه گیاهی داده که گاهی جامعه آن خالص است، ولی بیشتر همراه با حرّا دیده می‌شود.
حرا در ۸ منطقه حفاظت شده ایران در سواحل خلیج فارس و دریای مکران می‌روید که کناره‌های شمالی و غربی جزیره قشم و جنگل نای‌بند استان بوشهر از مهم‌ترین آن‌ها هستند. به این گیاه در بندرعباس حرا، در بلوچستان تمر، در بوشهر گُرم و در بعضی از نقاط تول گفته می‌شود. به عربی نیز آن را شوری و شوره می‌نامند.
جنگل حرا در سواحل جنوبی ایران، مهد انواع گوناگون آبزیان، پرندگان و دوزیستان است. از پرندگان می‌توان به مرغ ماهیخوار یا حواصیل، لک لک، پلیکان، مرغابی و کاکایی و از آبزیان به خرچنگ، مار دریایی، شیلو، کلینگ (نوعی از صدف) و انواع مختلف قورباغه اشاره کرد.
جنگل‌های حرای خلیج نایبند در استان بوشهر یکی از نواحی پراکنش این اجتماعات درختی کمیاب با وسعت ۳۹۰ هکتار، آخرین مجموعه انبوه و وسیع این درختان ساحلی در جنوب غربی آسیا محسوب می‌شود. جنگل‌های حرای عسلویه بوشهر به عنوان ذخیره گاه بیوسفری ساحلی آب‌های جنوب کشور در پارک ملی دریایی نایبند یکی از مناطق حساس ساحلی به‌شمار می‌آید که در اکوسیستم خود گیاهان شور پسند دریایی، جانداران کف زی و پرندگان مهاجر اقیانوسی را پناه داده است.
در طرح کاشت یک میلیارد درخت در ایران تصمیم شد تا تعداد زیادی درخت حرا کاشته شود ولی تا اکنون چندان اجرایی و استقبال نشده است.